# آنالیتیک ژنا
آنالیتیک ژنا (انگلیسی: Analytik Jena) شرکت صنایع شیمیایی آلمانی است؛ که در سال ۱۹۹۰ تأسیس شد.